# Giovanni Battista da Sangallo
Battista da Sangallo, vero nome Giovanni Battista Cordini, detto il Gobbo (Firenze, 1496 – Roma, 19 ottobre 1548), è stato un architetto italiano, attivo durante il Rinascimento.

## Biografia e opere
Fu fratello minore del famoso architetto Antonio da Sangallo il Giovane e nipote di Giuliano da Sangallo e Antonio da Sangallo il Vecchio, cugino dello scultore Francesco da Sangallo e dello scenografo Bastiano da Sangallo.
La sua prima formazione avvenne probabilmente a Firenze, nella bottega di famiglia che principalmente si occupava anche di lavori da legnaiolo. Dovette ben presto raggiungere il fratello Antonio a Roma con il quale collaborò per tutta la vita aiutandolo soprattutto nel seguirne i numerosi cantieri, anche distanti da Roma, relativi sia ad architetture civili che a opere di fortificazione. Dei pochi progetti autonomi di Battista non restano significative testimonianze, poiché quasi tutti i suoi edifici sono stati demoliti o hanno subito modifiche significative.
Viene ricordato soprattutto per gli studi su Vitruvio (del cui trattato intraprese la traduzione e l'illustrazione) e per l'attività di disegnatore delle antichità romane. Alcuni suoi studi sono conservati agli Uffizi, altri in un codice (chiamato "Stosch" per aver appartenuto al barone Philipp von Stosch nel XVIII secolo) e rappresentano, in modo assai dettagliato, sedici edifici di Roma antica, come il Tempio di Ercole o il tempio di Castore e Polluce, presentati in pianta, alzata e sezione. Questo codice è stato acquisito dalla Biblioteca del Royal Institute of British Architects di Londra, dove è attualmente conservato.